# Boissise-le-Roi
Boissise-le-Roi – miejscowość i gmina we Francji, w regionie Île-de-France, w departamencie Sekwana i Marna. Przez miejscowość przepływa Sekwana. 
Według danych na rok 1990 gminę zamieszkiwało 3126 osób, a gęstość zaludnienia wynosiła 441 osób/km² (wśród 1287 gmin regionu Île-de-France Boissise-le-Roi plasuje się na 398. miejscu pod względem liczby ludności, natomiast pod względem powierzchni na miejscu 546.).